# Csikós József
Csikós József (Törökszentmiklós, 1882. március 22. – Vác, 1919. augusztus 15.) tanító, az 1919-es fehérterror áldozata.

## Élete
Tanítóképzőt végezett, majd ezt követően szülővárosában tanított. Az első világháborúban frontkatona volt, majd a Tanácsköztársaság alatt a közoktatásügyi népbiztosság Pest vármegyei művelődésügyi osztályának volt a munkatársa. Vácra költözött, ahol Matheika Jánost helyettesítette, aki a helyi művelődési osztály megalakítása után annak vezetője volt. A Karolina Iskolai felső tagozatának igazgatói tisztét is betöltötte. Szerkesztette a Váci Vörös Újságot. 1919 augusztusában, miután a román csapatok bevonultak, letartóztatták és a város határában, a Hétkápolnánál végezték ki őt és több társát.

## Emlékezete
Szülőhelyén, Törökszentmiklóson utca viseli a nevét.